# Saint-Jean-Ligoure
Saint-Jean-Ligoure (tiếng Occitan: Sent Jan Ligora) là một xã của tỉnh Haute-Vienne, thuộc vùng Nouvelle-Aquitaine, miền trung nước Pháp.